# Chartreuse de Saint-Hugon
Pour les articles homonymes, voir Hugon.
La chartreuse de Saint-Hugon est un ensemble monastique fondé en 1173,, au hameau de Saint-Hugon, sur la commune savoyarde d'Arvillard, en région Auvergne-Rhône-Alpes.
L'établissement chartreux doit son nom à saint Hugues, cofondateur de l'ordre monastique avec saint Bruno en 1084. Situé au fond de la vallée du Bens (un affluent du Bréda), à proximité de La Rochette à 800 m d'altitude, il a été dirigé par les moines chartreux jusqu'en 1792. À cette époque, l'établissement monastique, célèbre en France et dans le royaume de Sardaigne, est connu pour tirer ses ressources de ses forges et ses fourneaux à fer.

## Géographie
L'édifice religieux se trouve dans la forêt de Saint-Hugon, sur la rive droite du vallon du Bens, à une altitude de 827 m. Cette vallée se situe sur le territoire d'Arvillard, et le cours d'eau forme la limite entre la Savoie et le Dauphiné. Avec l'implantation de la chartreuse, la vallée prend le nom de Saint-Hugon.

## Histoire

### Fondation
Une vision serait à l'origine de la Chartreuse : les habitants d'Arvillard auraient vu se promener dans une clairière, au milieu des bois qui bordent le Bens, un évêque en habits de lumière, entouré de douze chartreux volant autour de lui. Personne ne doute qu'il s'agissait de l'évêque Hugues de Chateauneuf. L'histoire est rapportée au seigneur d'Arvillard, un ancien croisé, qui décide de faire une donation pour que le site soit attribué à une communauté monastique. Un acte de 1170, dans lequel on mentionne la comtesse de Genève, Agnès de Savoie femme de Guillaume Ier, prévoit ainsi la fondation et les donations :

« La comtesse de Genevois est au nombre des fondateurs de la chartreuse de Saint-Hugon. Ceux qui concourent avec elle à l'acte de fondation sont : Hugues de Hauteville, Soffred, Lantelme Aynard, Hugues de la Rochette, Gauffredus de Bellecombe, Avillenchus de Morestel et Guy de Châteauneuf, ainsi que leurs femmes et leurs enfants. Ils donnent à perpétuité à Dieu et aux frères chartreux, dont Nantelme est prieur, toute la vallée comprise entre les ruisseaux le Gétron et le Beins (Veito), et entre le mont Lovet et les Alpes de Maurienne. »

Le prieur Nantelme semble très probablement être Nantelme, futur évêque de Genève.
Ce don permet ainsi à un groupe de chartreux de s'installer en 1173 sur la vallée du Bens qui prend le nom de Saint Hugon.
Durant plus de six siècles, les religieux se livreront au travail du fer dont le minerai est particulièrement abondant à proximité de leur établissement (Le Molliet) et grâce également à la production de charbon de bois tiré de leurs forêts, à cheval sur les territoires dauphinois et savoyard.
À partir du XVIIe siècle, l'arrivée des sidérurgistes bergamasques et celle de nouvelles puissantes familles de maîtres de forges vont considérablement réduire leur activité métallurgique qui néanmoins se poursuivra jusqu'en 1791, avec la mise à feu de deux hauts fourneaux, de part et d'autre du Bens.

### Disparition

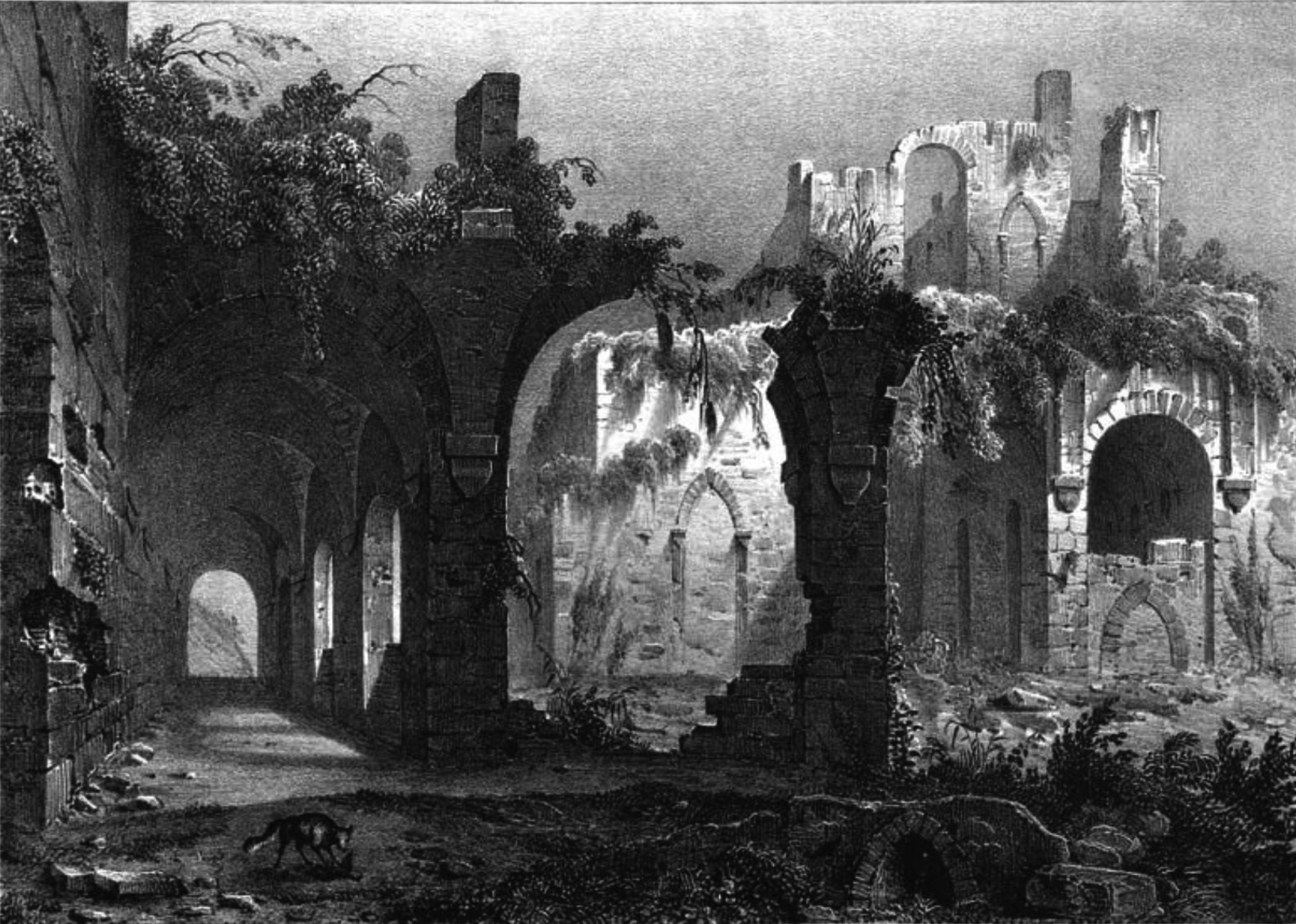
Les ruines de la chartreuse de Saint-Hugon au XIXe siècle, illustrées par Victor Cassien (1808 - 1893).

La Révolution française met un terme à la vie florissante de Saint-Hugon : en 1792, les moines sont chassés, la chartreuse est pillée et abandonnée, et ses biens, qui s'étendaient jusque sur le territoire de Tencin, en Grésivaudan (domaine de Valbonnais), sont vendus comme biens nationaux. Ensuite, en 1829, après avoir été repris par Jacques Louaraz, originaire d'Allevard et ancien valet des chartreux, Saint-Hugon est racheté par un industriel grenoblois apparenté au général comte de Boigne, Prosper Leborgne, à l'origine de la dynastie des taillandiers et maîtres de forges connus dans l'Europe entière. Les fontes à fer de Saint-Hugon-Savoie alimenteront alors la plupart des taillanderies de la région jusqu'en 1873 et la mise hors feu définitive du dernier haut fourneau.
En 1924, le site est racheté par la société des cartonneries de La Rochette qui le cède ensuite en 1980 à l'association « Bouddhisme science et tradition » qui le fait devenir l'institut Karma Ling.

### Liste de prieurs
| N° | Années de priorat | Nom                            |
| 1  | 1173-?            | Dom Nanthelme                  |
| 2  | 1202              | Dom Pierre                     |
| 3  | 1216-1220         | Dom Martin                     |
| 4  | 1221              | Dom Pierre II                  |
| 5  | 1221              | Dom Raymond                    |
| 6  | 1224              | Dom Hugues                     |
| 7  | 1229              | Dom Arnold                     |
| 8  | 1233              | Dom Gauthier                   |
| 9  | 1234              | Dom Nanthelme II               |
| 10 | 1242-1245         | Dom Aymé                       |
| 11 | 1245-1247         | Dom Guillaume                  |
| 12 | 1247              | Dom Jancerand                  |
| 13 | 1252              | Dom Nanthelme III des Échelles |
| 14 | 1264-1266         | Dom Joan                       |
| 15 | 1269              | Dom Pierre des Adrets          |
| 16 | 1272              | Dom Boson                      |
| 17 | 1277-1282         | Dom Guifred                    |
| 18 | 1283-1293         | Dom Ysmidon                    |
| 19 | 1293              | Dom Thomas                     |
| 20 | 1295              | Dom Ysmidon II                 |

- 1466-1470 :Jean Népotis (†1501)[9].
- 1566-1570 : Jean Thurin (†1595)[10].
- ?-1589 : Jean Boëtte, profès de Bourg-Fontaine, démis de sa charge au chapitre de 1589[11].
- ~1590 :N. Molin (†1638)[12].

## Monastère bouddhiste

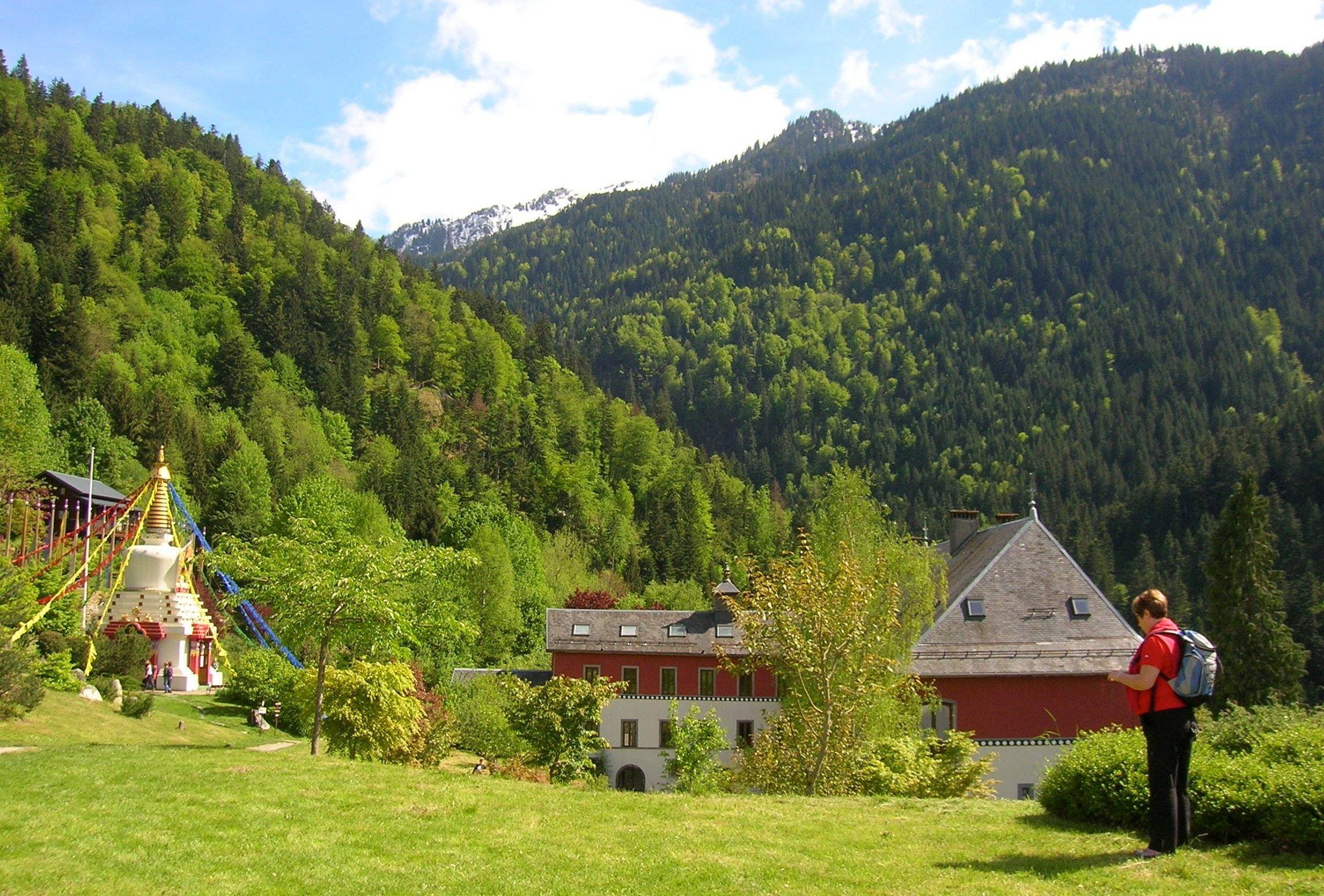
La chartreuse aujourd'hui et le grand stūpa.

Tour à tour devenus ferme, établissement thermal, distillerie, relais de chasse, lieu festif, les bâtiments ont finalement été rachetés par une association bouddhiste de Grenoble qui a choisi de les restaurer et d'en faire cadeau à Kjabdjé Kalou Rimpoché (Kalou Rinpoché) au début des années 1980. C'est ainsi qu'est né l'Institut Karma Ling, qui a accueilli à deux reprises le 14e dalaï-lama, en 1993 et en 1997.
Dans la nuit du 1er décembre 2017, vers 2h du matin, un important incendie se déclare dans la chartreuse. Malgré l'importante mobilisation des secours et des pompiers de La Rochette, le feu, aussi impressionnant que rapide, détruit l'ensemble du bâtiment, dont une grande partie était en bois (charpente, planchers). Grâce à une campagne de soutien, l’institut a pu rouvrir ses portes et reprendre ses activités en mai 2018.